# The Frighteners
The Frighteners is een Nieuw-Zeelands-Amerikaanse bovennatuurlijke komische horrorfilm uit 1996 onder regie van Peter Jackson. De special effects van de film waren gemaakt door Weta Digital, en het was toendertijd de film met de meeste special effects-shots.

## Verhaal
Na een tragisch auto-ongeluk waarbij zijn vrouw om het leven komt, ontdekt een man dat hij met de doden kan communiceren, en hij gebruikt die gave om mensen op te lichten. Maar wanneer er een demonische geest verschijnt, is hij misschien wel de enige die deze kan stoppen van het doden van zowel de levenden als de doden.

## Rolverdeling
| Acteur              | Personage        |
| ------------------- | ---------------- |
| Michael J. Fox      | Frank Bannister  |
| Trini Alvarado      | Lucy Lynskey     |
| Peter Dobson        | Ray Lynskey      |
| John Astin          | The Judge        |
| Jeffrey Combs       | Milton Dammers   |
| Dee Wallace         | Patricia Bradley |
| Jake Busey          | Johnny Bartlett  |
| Chi McBride         | Cyrus            |
| Jim Fyfe            | Stuart           |
| Troy Evans          | Walt Perry       |
| Julianna McCarthy   | Old Lady Bradley |
| R. Lee Ermey        | Hiles            |
| Elizabeth Hawthorne | Magda Rees-Jones |

## Release en ontvangst
The Frighteners kwam op 19 juli 1996 uit in de bioscopen. De beoogde releasedatum was oorspronkelijk oktober 1996, maar nadat de studiobazen van Universal een ruwe versie van de film hadden bekeken, waren ze voldoende onder de indruk om de releasedatum te verplaatsen naar hun "zomerblockbusterslot". De film kreeg middelmatige kritieken van de filmcritici, met een score van 66% op Rotten Tomatoes, gebaseerd op 44 beoordelingen.